# Dudar megállóhely
Dudar megállóhely egy jelenleg személyforgalom nélküli Veszprém vármegyei vasúti megállóhely, amit a MÁV üzemeltetett Dudar településen. A belterület délnyugati szélén helyezkedett el, nem messze a 8216-os út vasúti keresztezésétől.

## Vasútvonalak
A megállóhelyet az alábbi vasútvonalak érintették:
- Zirc–Dudarbánya-vasútvonal

## Kapcsolódó állomások
A megállóhelyhez az alábbi állomások vannak a legközelebb:
- Nagyesztergár megállóhely (Zirc vasútállomás, Zirc–Dudarbánya-vasútvonal)
- Dudar vasútállomás (Dudar vasútállomás, Zirc–Dudarbánya-vasútvonal)